# البيضا (موقع أثري)
البيضا (العربية: البيضا الباع، "البيضاء")، وأحيانًا أيضًا البيضاء، هي موقع أثري من العصر الحجري الحديث يقع على بعد بضعة كيلومترات شمال البتراء بالقرب من سوق البارد في الأردن. يتم تضمينه في نقش البتراء كموقع للتراث العالمي لليونسكو.

## تاريخ الحفر
لقد تمت عملية التنقيب لأول مرة بواسطة ديانا كيركبرايد في عام 1957 وبعد ذلك من قبل براين بيرد.

## فترات الإستيطان
تم الكشف عن ثلاث فترات من الاحتلال: الفترة الناطوفية في الألفية الحادية عشرة قبل الميلاد، وهي قرية تعود إلى العصر الحجري الحديث (PPNB) ببناء من الأحجار في الألفية السابعة قبل الميلاد والفترة النبطية التي يرجع تاريخها إلى القرن الأول أو الثاني قبل الميلاد.

### الفترة النطوفية
يتميز وادي الناطوف بأنه معسكر موسمي، احتل مرارًا وتكرارًا على مدار فترة طويلة من الزمن. تشير الدلائل المستخلصة من المواد الحجرية المستخرجة إلى جانب تصميم وموضع الموقد ومناطق التحميص إلى أن شاغليها كانوا منخرطين بشكل أساسي في الأنشطة المتعلقة بالصيد. كان هذا مدعومًا بغياب المباني الدائمة والتخزين والدفن والأدوات الحجرية الكبيرة.

### العصر الحجري الحديث
تم اقتراح أن تكون المرحلة الحديثة من العصر الحجري في البيضا واحدة من أوائل القرى التي تأهلت من عام 7200 إلى 6500 قبل الميلاد. في المراحل المبكرة من العصر الحجري الحديث، وقدّر عدد السكان بين 50 و115 شخصًا. استخدم هؤلاء القرويون أعمال البناء الحجرية وشيدوا جدارًا حول مستوطنة المنازل الدائرية ذات الأرضيات الجوفية. قام سكانها بزراعة الشعير والقمح المهروس، والماعز للرعي، وصيد مجموعة متنوعة من الحيوانات البرية مثل الوعل والنباتات البرية المجمعة والفواكه والمكسرات.